# North Buffalo
North Buffalo è una township degli Stati Uniti d'America, nella contea di Armstrong nello Stato della Pennsylvania. Secondo il censimento del 2000 la popolazione è di 2.942 abitanti.

## Società

### Evoluzione demografica
La composizione etnica vede una prevalenza della razza bianca (99,46%), seguita quella asiatica (0,20%), dati del 2000.
| township di North Buffalo Popolazione |       |
| 2000                                  | 2.942 |
| Stima al 2009                         | 2.758 |